# Bergrothomyia rostrifera
Bergrothomyia rostrifera är en tvåvingeart som först beskrevs av Frederick Askew Skuse 1890.  Bergrothomyia rostrifera ingår i släktet Bergrothomyia och familjen småharkrankar. Inga underarter finns listade i Catalogue of Life.